# Podobieństwo chemiczne
Podobieństwo chemiczne (nazywane też podobieństwem molekularnym) – pojęcie stosowane głównie w chemioinformatyce, oznaczające podobieństwo pierwiastków chemicznych i cząsteczek związków chemicznych w kontekście ich relacji struktury do właściwości. Dwa związki lub pierwiastki uznaje się za podobne, jeśli mają one podobną strukturę chemiczną i zarazem podobną reaktywność w podobnych warunkach, to znaczy ulegają podobnym reakcjom chemicznym.
Wiedza o relacji pomiędzy strukturą a właściwościami umożliwia planowanie syntez związków chemicznych o zadanym zbiorze właściwości, co ma praktyczne znaczenie na przykład przy poszukiwaniu nowych, potencjalnych substancji leczniczych za pomocą przeszukiwania obszernych baz danych już otrzymanych lub możliwych do otrzymania związków chemicznych. Tego typu badania oparte są na prostej zasadzie podobieństwa sformułowanej przez Johnsona i Maggiorę:

Podobne związki mają podobne właściwości.

## Techniki badań podobieństwa
Oparte na wiedzy o podobieństwie przeszukiwanie baz danych związków chemicznych zakłada, że wszystkie związki chemiczne w bazie, które są podobne strukturalnie do wzorca wyszukiwania, mają podobną aktywność biochemiczną. Jakkolwiek to założenie nie zawsze się sprawdza, to w zbiorze uzyskanych w ten sposób związków jest bardzo wiele takich, które rzeczywiście wykazują oczekiwane własności.
Aby osiągnąć wysoką skuteczność opartego na zasadach podobieństwa przeszukiwania baz zawierających miliony związków chemicznych, poszukiwana struktura molekularna jest przedstawiana za pomocą kluczy, rodzaju „molekularnego odcisku palca”, który jest prawdopodobnie najbardziej istotnym dla określonego zbioru własności fragmentem cząsteczki i/lub ogólnych informacji dotyczących ich kształtu. Zależnie od potrzeby „odciski palca” mogą być zarówno informacją o dwuwymiarowym jak i o trójwymiarowym aspekcie poszukiwanych struktur. Klucze oparte na wyszukiwaniu fragmentów struktury, takie jak np. MDL, są wystarczająco skuteczne do przeszukiwania baz danych o małych i średnich rozmiarach, natomiast przeszukiwanie obszernych baz danych wymaga „odcisków palców” o bardziej złożonej strukturze, takich jak
Daylight, BCI, czy UNITY 2D (Tripos).